# Аборты в Словении
Аборты в Словении были легализованы ещё во времена Социалистической Федеративной Республики Югославия (в Словении и других бывших югославских республиках) 7 октября 1977 года.
Аборт доступен по требованию для женщин, срок беременности у которых не превышает десятой недели. Несовершеннолетним требуется согласие родителей, прежде чем сделать аборт, если только несовершеннолетняя уже не эмансипирована и не зарабатывает себе на жизнь. После того, как Словения получила независимость от Югославии, в 1992 году в закон об абортах была внесена поправка, позволяющая врачам освобождать себя от выполнения абортов, если они не согласны с этой практикой по религиозным причинам.
Аборт также включён в статью 55 Конституции Словении.
Статья 55 Конституции Словении гласит:
Свобода выбора в деторождении.
Каждый имеет право решать, рожать ли детей. Государство гарантирует возможности для реализации этой свободы и создаёт такие условия, которые позволят родителям принять решение о рождении детей.
В 2009 году 18% беременностей в Словении закончились абортами по сравнению с пиковым показателем в 41,6% в 1982 году. По состоянию на 2009 год уровень абортов составлял 11,5 абортов на 1000 женщин в возрасте 15–44 лет.
Мифепристон (средство медикаментозного аборта) зарегистрирован в 2013 году.